# Laquedivas

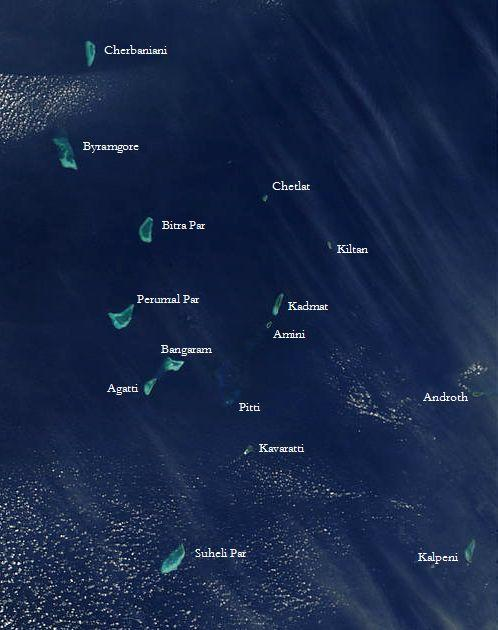
Vista de satélite del archipiélago.

El archipiélago de las Laquedivas en el océano Índico, constituye el territorio más pequeño de la India. Hasta 1973, el nombre oficial era Laccadives, grafía tradicional inglesa, en ese año se cambió el nombre a Lakshadweep, su nombre original en malabar y maldivo.
Está formado por 12 atolones coralinos, tres arrecifes de coral y cinco bancos de arena, además de muchos islotes menores. El área total es de 32 km². Las islas están situadas a caballo entre el mar al que dan nombre, mar de Laquedivas, y el mar Arábigo, a una distancia de entre 200-300 km de las costas del estado indio de Kerala; e inmediatamente al norte de las islas Maldivas.
Solamente las siguientes diez islas están habitadas:
- Agatti
- Amini
- Andrott
- Bangaram
- Bitra
- Chetlat
- Kadmat
- Kalpeni
- Kavaratti
- Minicoy

Las islas principales son Kavarrati (donde se encuentra la capital, Kavarrati), Agatti, Minicoy y Amini. La población total del territorio es de 60.595 personas de acuerdo con el censo de 2001. Agatti tiene un aeropuerto con vuelos a Cochín.
El nombre del archipiélago, de origen sánscrito, significa literalmente «cien mil islas» (laksha = cien mil, dweep = isla). Es un nombre análogo al de Maldivas, en sánscrito Maladweepa.
Los habitantes de las islas hablan un dialecto del malabar y la mayoría son musulmanes (93%). Existe la creencia popular de que los isleños son descendientes de viajeros que desembarcaron en las islas durante una fuerte tormenta. Étnicamente la población es similar a la de Kerala salvo en el extremo sur (Isla de Minicoy) cuya población se parece mucho a la de las Maldivas y hablan mahl, un lenguaje parecido al maldivo del que podría ser un dialecto.

## Historia

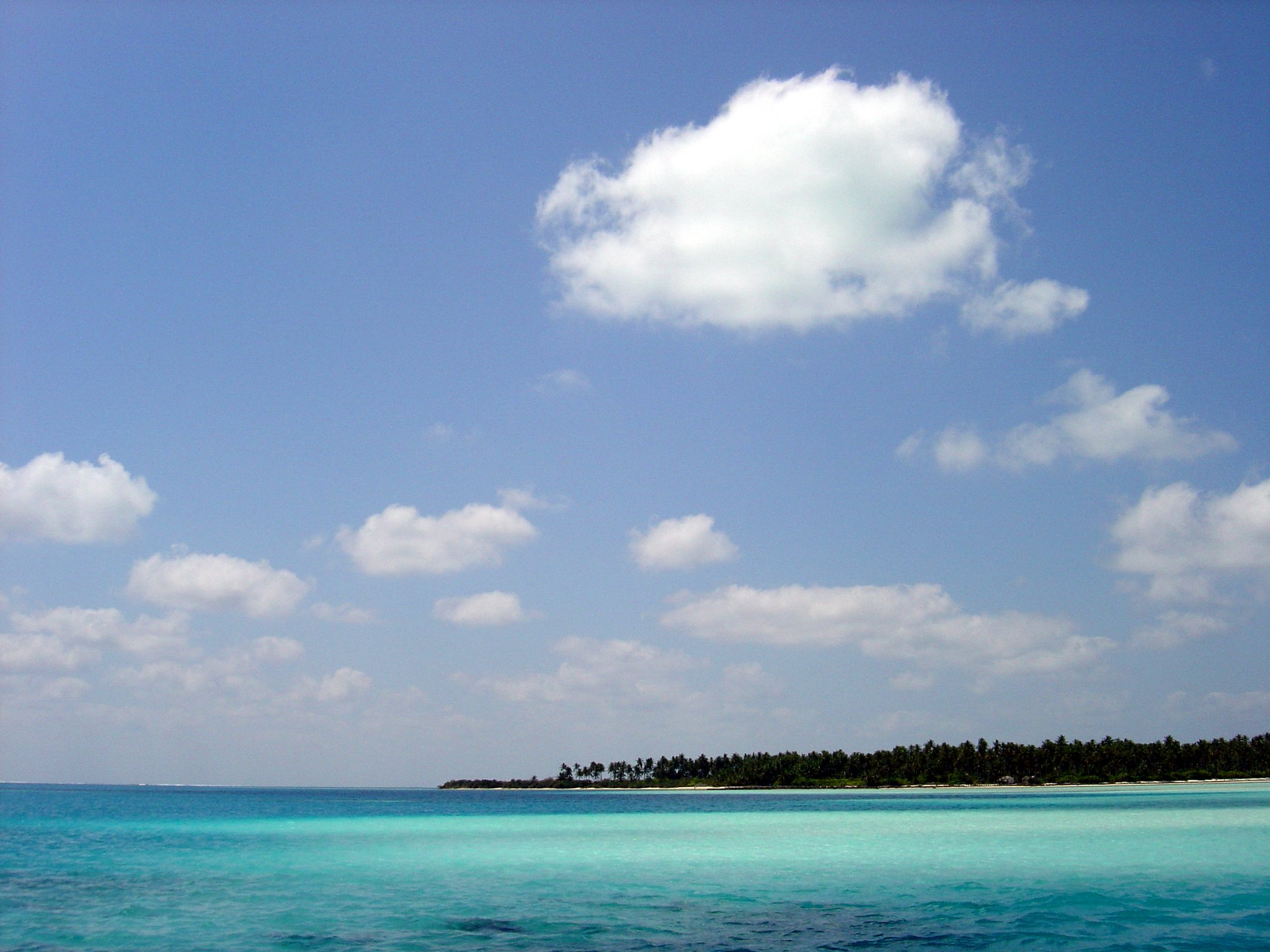
Isla Bangaram.

La más occidental de las islas se llama Vasco da Gama pero fueron los ingleses los primeros en explorarlas. Las islas aparecen mencionadas con gran detalle en las historias del viajero árabe Ibn Batuta. Los portugueses establecieron un fuerte en las islas en mayo de 1498, pero los habitantes se rebelaron. La isla pasó posteriormente al Ali Raja of Cannanore, y después de la paz de Seringapatam, en 1792, el conjunto de islas del sur quedó bajo el control de un jefe local a cambio de un tributo anual.